# Chremia ciligera
Chremia ciligera là một loài ruồi trong họ Tachinidae.